# 黃美金
黃美金（？—）是位台灣語言學家。曾任台灣師範大學英語系系主任（1996－1998）和實踐大學應外系系主任。雖然在美國萊斯大學的博士論文以標準漢語為研究對象，後來改研究台灣南島語言，並發表諸多研究論文及學術書籍。在她的引領下，造就一批台灣新一輩的南島語學者，例如研究阿美語的語言學者吳靜蘭和研究卑南語的語言學學者鄧芳青。

## 重要著作
- 黃美金。1993。《泰雅語語法研究》。台北：文鶴。
- 黃美金。1995。《汶水泰雅語語法》。台北：文鶴。
- 黃美金。2000。《泰雅語參考語法》。台北：遠流。
- 黃美金。2000。《卑南語參考語法》。台北：遠流。
- 黃美金。2000。《邵語參考語法》。台北：遠流。